# Cotinga cua-ratllada
La cotinga cua-ratllada (Pipreola intermedia) és un ocell de la família dels cotíngids (Cotingidae).

## Hàbitat i distribució
Habita els boscos dels Andes, al nord i centre del Perú i oest i centre de Bolívia, normalment a major cota que la cotinga verd-i-negra (Pipreola riefferii)